# Volkan Babacan
Volkan Babacan (Antalya, 11 de agosto de 1988) é um futebolista turco que atua como goleiro. Atualmente defende o İstanbul Başakşehir.

## Carreira
Volkan Babacan atualmente é goleiro titular da Seleção Turca de Futebol, atuou como reserva do seu compatriota do Fenerbahçe, Volkan Demirel. Fez parte do elenco da Seleção Turca de Futebol da Eurocopa de 2016.